# NGC 6508
NGC 6508 is een elliptisch sterrenstelsel in het sterrenbeeld Draak. Het hemelobject werd op 19 september 1883 ontdekt door een nog onbekende astroom.

## Synoniemen
- UGC 11023
- MCG 12-17-10
- ZWG 340.21
- NPM1G +72.0174
- PGC 60938